# الکساندرو کیپچیو
الکساندرو میهایتسا کیپچیو (رومانیایی: Alexandru Mihăiță Chipciu؛ زادهٔ ۱۸ مهٔ ۱۹۸۹) بازیکن فوتبال اهل رومانی است.
از باشگاه‌هایی که در آن بازی کرده‌است می‌توان به استوا بخارست، اندرلشت، اسپارتا پراگ و سی‌اف‌آر کلوژ اشاره کرد.
وی همچنین در تیم ملی فوتبال رومانی بازی کرده‌است.